# Хонорар
Хонорар (на латински: honorarium – възнаграждение, подарък, от honorem, hones – чест, длъжност, репутация ) е парично възнаграждение (творческа заплата), изплащано за труда на работещи на свободна практика или творци – като писатели, преводачи, художници, актьори, преподаватели, адвокати и др. В някои страни (напр. Великобритания) хонорар може да се изплаща и на трудово наети като допълнение към основното им възнаграждение (заплата) за допълнителни дейности .
Заплащането на възнаграждения под формата на хонорари на пишещи поезия, проза, в областта на академичното писане и т.н. може да става в 2 варианта:
- Като процент от продажбите на книга, филм и т.н.
- Като еднократно плащане

За заплащането на хонорар е за предпочитане да са налице контрактувани условия.

## История
В Древен Рим за висококвалифициран труд, който могат да извършват само образовани хора се е заплащал хонорар, често това е било парично заплащане или подарък за съветнически и адвокатски услуги .